# Czesław Ratka
Czesław Ratka (ur. 1952) – polski inżynier elektronik, tłumacz literatury pięknej. Ukończył Politechnikę Śląską. Przełożył szesnastowieczny hiszpański epos, uważany za chilijski epos narodowy, Araukana Alonsa de Ercilla y Zúñiga. Utwór ten przedstawia dzieje wojny, jaką hiszpańscy konkwistadorzy toczyli z indiańskim plemieniem Araukanów (Mapuczów). Za ten przekład otrzymał w 2013 roku Nagrodę Instytutu Cervantesa w Polsce za Tłumaczenie Literackie. Oprócz tego przetłumaczył relację Alvara Núñeza Cabezy de Vaca zatytułowaną Naufragios, która opowiada o wyprawie na Florydę, jaka miała miejsce w 1527 roku. Z trzystu uczestników ekspedycji przeżyło ją tylko czterech.